# Molve Grede
Molve Grede es una localidad de Croacia situada en el municipio de Molve, en el condado de Koprivnica-Križevci. Según el censo de 2021, tiene una población de 199 habitantes.

## Geografía
Está situada a una altitud de 117 metros sobre el nivel del mar, a unos 118 km de la capital nacional, Zagreb.

## Demografía
| Gráfica de población de Molve Grede 1857-2021                      |
|                                                                    |
| Según los censos de población de la Oficina de Estadísticas Croata |